# Château le Pin
Château le Pin is een wijn uit Pomerol, nabij Bordeaux. Sinds 1924 was de wijngaard eigendom van Madame Laubie. In 1979 verkocht ze de wijngaard aan de Belgische familie Thienpont. De wijngaard werd verder ontwikkeld door Jacques Thienpont, in samenwerking met zijn vader, Marcel en oom, Gérard Thienpont (tevens eigenaars van Vieux Château Certan). Het perceel "Le Pin" is genoemd naar de pijnboom die voor het huis stond en waarvan er nu twee bijgeplant zijn.
De oppervlakte van deze wijngaard is iets groter dan 2 hectare, wat voor Bordeaux begrippen erg klein is. De wijn werd op eenvoudige wijze in de kelder van het huis van de voormalige eigenaar gemaakt, tot in 2010 het huis vervangen werd door een modern gebouw. 
De aangeplante druivenrassen zijn voornamelijk Merlot (92%) en ook blijven nog enkele stokken Cabernet Franc (8%) over, die nooit bij de productie van Le Pin worden gebruikt. De stokken zijn gemiddeld 32 jaar oud. Jaarlijks worden slechts 500 à 600 kisten wijn geproduceerd, maar de gemiddelde prijs ervan behoort tot de hoogste ter wereld. Prijzen van ver boven de 800 euro (per fles) zijn geen uitzondering.
De wijn krijgt gemiddeld een score van 95 op de schaal van Robert Parker. De kwaliteit is dan ook vrijwel gegarandeerd.